# Falha Magalhães-Fagnano
A falha Magalhães-Fagnano (também citada como falha Fagnano-Magalhães em algumas fontes) é um sistema regional de falhamentos tectônicos transformantes que demarcam o contato entre as placas tectônicas Scotia e Sul Americana. A falha se estende por centenas de quilômetros, cruzando a Ilha Grande da Terra do Fogo.
Essa falha apresenta sentido predominante leste-oeste, estendendo-se do Chile à Argentina. Se distribui desde a borda do estreito de Magalhães no Oceano Pacífico, cruzando a Ilha Grande da Terra do Fogo ao longo do Fiorde Almirantazgo e do Lago Fagnano. Na sequencia, sua trajetória continua em direção leste, sendo demarcada pela presença dos cursos do rio Turbio e do rio Irigoyen até alcançar o mar. Ao encontrar com o  Oceano Atlântico, a  falha Magalhães-Fagnano continua em solo submarino sulcando a plataforma continental argentina ao norte da Ilha dos Estados.

## Origem

Diagrama exibindo a movimentação relativa observada em uma falha do tipo transcorrente, similar ao que ocorre na falha Magalhães-Fagnano

A origem do limite transformante entre as placas Scotia e Sul Americana, que forma a falha Magalhães-Fagnano,  está vinculada a uma modificação ocorrida na  dinâmica de sua movimentação e a alterações na configuração tectônica deste setor.
Estima-se que há 7 milhões de anos a dinâmica da placa Scotia passou a ser dominada por movimentos divergentes na dorsal próxima às ilhas Sandwich do Sul, o que causou reflexos na região da Terra do Fogo, levando à formação de uma série de falhamentos ao longo do extremo sul da América do Sul, culminando no surgimento de uma zona de falhas transcorrentes, conforme é atualmente observado.
A velocidade atual da movimentação das placas ao longo desta falha, medida por meio de equipamentos geodésicos e sistemas de informações geográficas, foi atribuída em aproximadamente 6 mm por ano.

## Atividade sísmica recente
Ao longo do período histórico a  falha Magalhães-Fagnano tem sido a responsável por numerosos abalos sísmicos registrados na região da Terra do Fogo. Registros sistemáticos desses tremores têm sido mantidos desde o final do século XIX, evidenciando intensa movimentação tectônica.
Embora a maioria dos sismos sejam de magnitudes inferiores a 4 na escala de Richter, no dia 17 de dezembro de 1949 houve um grande terremoto com epicentro no entorno do centro da falha, o  qual alcançou 7,8 na escala Richter, causando destruição regional, atingindo principalmente a cidade argentina de Ushuaia.